# Georges Domercq
Pour les articles homonymes, voir Domercq.
Georges Domercq, né le 19 avril 1931 et mort le 8 mai 2020 à Bellocq (Pyrénées-Atlantiques), est un arbitre international français de rugby à XV, occupant également des responsabilités de dirigeant dans ce sport. 
Homme politique français, il occupe pendant sept mandats le poste de maire de Bellocq. Il occupe les postes de vice-président, de 1971 à 1989, puis président, de 1989 à 2014, du Syndicat du Saleys.

## Carrières

### Carrière d'arbitre
Georges Domercq sera d'abord joueur à l'UARP, l'Union Athlétique du Rail Puyolais, de 1948 à 1958, avant de se destiner à l'arbitrage. Il fera toute sa carrière d'arbitre, jusqu'en 1984, comme membre du Comité de Côte Basque de Rugby.
Il arbitre la finale du championnat de France entre Béziers et Brive le 21 mai 1972, rencontre remportée 9 à 0 par Béziers.
Durant sa carrière, Georges Domercq arbitre 32 matches internationaux. Premier Français à arbitrer un test-match, il commence sa carrière internationale en 1967, en Irlande, invité par les Ireland Wolfhounds, équipe B irlandaise, avant d'arbitrer France B-Roumanie. En 1970, il se rend en Espagne, puis au Portugal. En 1971, il arbitre à Dublin.
En 1973, il arbitre des matchs de l'équipe de Nouvelle-Zélande lors de sa tournée (en) dans les Îles britanniques et en France. Il est l'arbitre de la victoire des All Blacks 14 à 9 contre l'Écosse à Murrayfield. Il arbitre le dernier match des All blacks dans les Îles britanniques. Les Barbarians l'emportent pour la première fois de leur histoire face aux Néo-Zélandais en s'imposant sur le score de 23 à 11, lors d'un match désigné ensuite sous le terme « match du siècle », avec un essai de Gareth Edwards,désigné lui comme « le plus grand essai de tous les temps »,,,.
Georges Domercq, « un arbitre français petit par la taille mais immense par son intelligence du jeu »,, est célèbre pour son style d'arbitrage, mettant au premier plan la règle de l'avantage, qui a inspiré des générations d'arbitres à tous les niveaux. Ainsi, il est reconnu que ce « légendaire match entre les Barbarians britanniques et les All Blacks, le 27 janvier 1973 dut ainsi énormément à son arbitre, le Français Georges Domercq, qui sut s’effacer plutôt que s’affirmer, n’intervenant que lorsqu’il estimait que siffler la faute s’imposait à la continuité du jeu ».
En 1980, Georges Domercq met fin à sa carrière d'arbitre international, mais il continue à arbitrer en Championnat de France jusqu'en 1984.  
Il se consacre ensuite à un rôle de dirigeant au sein de la Fédération française de rugby, membre puis président de la commission centrale des arbitres, et membre du Comité Directeur de la FFR de 1991 à 1995.

### Carrière politique
Georges Domercq a exercé la fonction de maire de Bellocq, dans les Pyrénées-Atlantiques sur une période de sept mandats, de 1971 à 2014, soit 43 années,. Entre autres réalisations, il entreprend et mène a bien la rénovation du château de Bellocq,, forteresse du XIIIe siècle. 
Il a été vice-président du Syndicat Intercommunal d'Alimentation en eau potable du Saleys et des Gaves, depuis sa création en 1971 jusqu'en 1989, et en a ensuite assuré la présidence de 1989 à 2014.
Il était membre fondateur de l'association LGV-Orthez-oui.

## Mort
Le 8 mai 2020, Georges Domercq décède à l'âge de 89 ans, à son domicile de Bellocq,,. 

## Palmarès d'arbitre
- Finale du Championnat de France: 1972
- 32 Matches internationaux

| Tournoi | Date            | Lieu -Ville             | Équipes                     | Score |
| ------- | --------------- | ----------------------- | --------------------------- | ----- |
| 1973    | 20 janvier 1973 | Arms Park - Cardiff     | pays de Galles - Angleterre | 25-9  |
| 1976    | 17 janvier 1976 | Twickenham - Londres    | Angleterre - pays de Galles | 9-21  |
| 1977    | 19 mars 1977    | Murrayfield - Édimbourg | Écosse - pays de Galles     | 9-18  |
| 1978    | 4 mars 1978     | Lansdowne Road - Dublin | Irlande - Pays de Galles    | 16-20 |

## Distinctions
- Chevalier de la Légion d'honneur
- Trophée Adolphe-Jauréguy[Quoi ?]